# 1975年太平洋西北地區颶風
1975年太平洋西北地區颶風（英語：1975 Pacific Northwest hurricane）是一個不尋常地比其他太平洋颶風於更北的緯度達至颶風強度的太平洋熱帶氣旋。此風暴沒有官方地命名，只有貨船泛科羅拉多號為該風暴估計和提供重要氣象資料。此風暴是1975年太平洋颶風季第12個熱帶氣旋，於8月31日在一個冷心的上層低壓區與一個熱帶氣旋的殘餘在夏威夷的東北方合併後形成。其後環流變得清晰，對流開始增加，9月2日早上，該低壓區變性為熱帶風暴。在轉向東北方移到喛水區後，此風暴快速增強。發展出一個風眼，其後該風暴於9月3日達到颶風強度，當時該系統位於阿拉斯加州的南方約1950公里。維持最高強度18小時後，該風暴與一道靠近中的冷鋒互動並迅速減弱。9月5日早上，它在接近阿拉斯加沿岸時轉化為溫帶氣旋。

## 氣象歷史
8月26日，颶風伊爾莎在下加利福尼亞半島最南端之西約1950公里的海域上被降格為低氣壓。其後伊爾莎的殘餘向西北移到一股位於東北太平洋的層積雲中。同時，一道位於中對流層的低壓槽緩慢地增強，並逐漸發展出一個冷心上層低氣壓的氣旋旋渦中心。8月31日早上，一個低層環流中心在位於夏威夷之東北方約1500公里的上層低氣壓形成，當時，此環流中心距離伊爾莎的殘餘為600公里。該冷心低氣壓在對流增加的同時迅速增強，其在8月31日吸收了伊爾莎的殘餘，影響了該系統的發展。該冷心低氣壓在向西移動時對流不斷組織。9月1日18:00UTC，其轉化為一亞熱帶低氣壓。
溫暖的海水溫度令該系統增強，並發展出熱帶氣旋的特徵。隨後因為颮的發展，其對流深化並向內收縮到越來越清晰的中心內，9月2日早上，其轉化成一個熱帶風暴，當時該系統位於夏威夷考艾島以北約1100公里。該風暴快速發展出一個中心密集雲層區，9月3日00:00UTC，氣象部門開始對該風暴使用德沃夏克分析法分析。由於該處海水的溫度達28°C，加上一道靠近中的冷鋒，令其迅速增強和向東北方快速移動。不久後一個風眼在衞星圖像上出現，9月3日18:00UTC，該風暴增強成一颶風，當時其位於阿拉斯加州阿尼亞查克國家紀念和自然保護區以南約1885公里。被升格為颶風後，該氣旋變得細小，直徑只有140公里。
在操作上，該颶風因缺乏船隻的實測而未被確認，在增強成颶風時，船隻上錄得的風速是每小時65公里，風速於距離風暴中心東南方約130公里處錄得。後來，該颶風的風眼封閉，令其開始受到位於其西面一個鋒面系統的影響。但是，在9月3日晚上，其中一艘船的報吿指在風暴中錄得的氣壓為1003毫巴，並在3小時的趨勢內增加了13.5 mb，估計其最低氣壓為990毫巴或以下。同時，該風暴的T值維持在T4.0，其估計風速為每小時120公里，估計氣壓為987毫巴。維持颶風強度18小時後，該風暴因靠近中的冷鋒產生的強風切變而減弱，並繼續向東北方快速移動。9月5日，該風暴在阿拉斯加灣轉化為溫帶氣旋，當時其位於阿拉斯加州朱諾之西南約510公里。其環流中心迅速被鋒面吸收，其殘餘則快速移到不列顛哥倫比亞沿岸，之後轉向東南方移動，移到蒙大拿州以北後便沒有部門繼續追踪此系統的殘餘了。

## 影響和紀錄

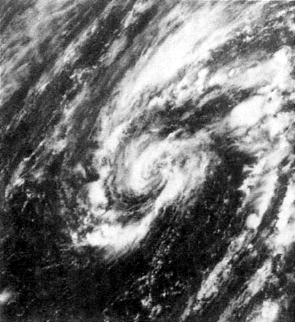
即將成為熱帶風暴的太平洋西北地區颶風

9月3日18:00UTC，一艘名叫「普里佛斯」的船在離中心不遠處錄得的風速為每小時85公里。9月4日06:00UTC，被美國海軍出租的貨船泛科羅拉多號錄得風速約每小時100公里，是該風暴的最高風速報告，該船也錄得8.5米高的湧浪。此風暴沒有顯著影響陸地，也沒有傷亡的報告。
此系統於北緯31°形成，比當時任何一個太平洋颶風於更北的地區形成，但該記錄在2000年被在更北的地方形成的熱帶風暴芸娜打破。該風暴是第一個由中太平洋的上對流層低氣壓發展而成的熱帶氣旋，2002年的颶風福斯托也曾以此颶風相似的生成方式重新發展。此颶風也是太平洋颶風季有紀錄以來第一個在北緯40°達至颶風強度的熱帶氣旋。只有1970年的熱帶風暴黛蒂、1994年的颶風約翰、1997年的熱帶低氣壓吉列爾莫和2000年的熱帶風暴芸娜能越過此緯度，當中只有約翰是颶風；沒有任何熱帶氣旋比該颶風在更高的緯度維持颶風強度。